# Plébániaház (Kolozsvár)
A Plébániaház a kolozsvári Fő tér (15-16. szám) nyugati oldalának egyik műemlék épülete. Mint azt neve is mutatja, a római katolikus plébánia otthona. Több épület egyesítésével nyerte el mai formáját. A romániai műemlékek  jegyzékében CJ-II-m-B-07484 és CJ-II-m-B-07485 sorszámokon szerepel.
1996 óta az épületben található a Szervátiusz Múzeum, amely Szervátiusz Jenő és Szervátiusz Tibor szobrászművészek alkotásait mutatja be.

## Leírása
A nagy, egyemeletes épület csak külsőleg egységes. Valójában törzsépülete is két különböző időben, negyedszázados különbséggel (1450, 1477) épült. Déli szárnya, a négy emeleti ablakos homlokzat pedig — a plébániaház mai kapujától kezdve — már reneszánsz építkezés és jó fél századdal a plébániaház után külön épült és vásárlás útján, későn lett a plébániaház kiegészítő részévé. Az épület legrégebbi része az Unió utcai sarokhoz közeli vége. Ez 1450-ből származik, építtetője Schleunig Gergely plébános volt. Az ő emlékét őrzi a kapubejárat feletti oroszlános, G.S. monogrammal ellátott címer. Valamikor, a kapualjban gót betűs emléktábla utalt az építés idejére. A következő olvasható rajta: Ezt az épületet építtette Szent Mihály főangyal tiszteletére tisztelendő Slevnig Gergely, a törvény tudomány és szabad művészetek koszorúsa, ez időben kolozsvári plébános, különösen előrelátó Veres Tamás és Slevnig Lőrinc városi bíró urak, az Ő nagyatyja és szülői és más jó emberek javaiból, akiknek jutalma el van téve az egekben. 1450. A kapualj átépítésekor az emléktáblát a plébániaház déli szárnyának földszintjén, a térre nyíló egyik üzlet északi falába helyezték át, majd onnan az udvar nyugatra néző falába.
Az épületet 1477-ben bővítették ki egy újabb szárnnyal, szintén Schleunig megbízásából. A reformáció idején az unitáriusok birtokába került. Itt élt többek között Dávid Ferenc is és új, kibővített déli szárnyába költözött be az Unitárius Kollégium. 1566-tól 1716-ig az összes unitárius püspök itt lakott.
A 19. század második felében az épülettel összeépítették a szomszédos négyablakos polgárházat. Ennek bejáratán, amelyen az építés évszáma (1799) is látható, ma az egész plébánia közlekedik. A kapu felett egy Szent Mihályt ábrázoló dombormű látható. Az emeleti ablakok között egy 1773-ból származó barokk emléktábla látható, amely II. József trónörökös látogatásának állít emléket.